# Adolfo Frederico V de Meclemburgo-Strelitz
Adolfo Frederico V de Meclemburgo-Strelitz (22 de julho de 1848 - 11 de junho de 1914) foi o penúltimo soberano do estado de Meclemburgo-Strelitz.

## Biografia
Adolfo Frederico Augusto Vítor Ernesto Adalberto Gustavo Guilherme Wellington de Meclemburgo-Strelitz nasceu em Neustrelitz, sendo o único filho sobrevivente do então grão-duque herdeiro Frederico Guilherme de Meclemburgo-Strelitz e da princesa Augusta de Cambridge. Após a morte do seu avó, o grão-duque Jorge I, no dia 6 de setembro de 1860, Adolfo Frederico tornou-se herdeiro aparente do grão-ducado com o título de grão-duque herdeiro. Adolfo Frederico participou na Guerra Franco-Prussiana e representou o seu pai na coroação do rei Guilherme I da Prússia como imperador da Alemanha em Versalhes. 
Sucedeu ao seu pai como grão-duque no dia 30 de maio de 1904. Era primo direito da princesa Vitória Maria de Teck, depois consorte do rei Jorge V do Reino Unido.
A sua mãe, a duquesa-viúva de Meclemburgo-Strelitz e antiga princesa britânica, Augusta de Cambridge, sentia repugnância pelas ações militares do filho. Numa carta escrita à sua sobrinha, a futura rainha Maria, disse: Strelitz, que nunca foi um estado militar, está de repente cheio de tambores e pífaros... é uma pena, uma má imitação de Schwerin e outras cortes alemãs quando antes éramos uma corte semi-germânica civilizada! 
Em 1907, Adolfo Frederico anunciou que iria dar uma constituição ao estado de Meclemburgo-Strelitz, mas teve a oposição dos nobres. Na tentativa de avançar com a constituição, ofereceu-se para pagar $2 500 000 do orçamento nacional aos nobres e rendeiros se estes não se opusessem à mesma. Em 1912, voltou a tentar o mesmo, uma vez que Meclemburgo-Strelitz e Meclemburgo-Schwerin eram os únicos estados europeus que não tinham uma constituição.
Em janeiro de 1914, Adolfo Frederico foi considerado a segunda pessoa mais rica da Alemanha a seguir ao imperador Guilherme II com uma fortuna de $88 750 000.
Adolfo Frederico morreu em Berlim e foi sucedido pelo seu filho mais velho, Adolfo Frederico VI.

## Casamento e descendência
Adolfo Frederico casou-se no dia 17 de abril de 1877 em Dessau com a princesa Isabel de Anhalt. A sua mãe comentou sobre a sua esposa: Ela rebola-se de felicidade no seu luxuoso 'Schloss', vestindo um vestido novo de Paris todos dias, diamantes, mesmo quando só estamos nós presentes - sim, ela gosta muito de ser grã-duquesa! Pobrezinha, ainda bem que gosta, já que eu nunca gostei.
Adolfo e Isabel tiveram quatro filhos:
1. Maria de Meclemburgo-Strelitz (1878–1948) casou-se morganáticamente no dia 22 de junho de 1899 com o conde George Jametel de quem se divorciou a 31 de dezembro de 1908; casou-se depois no dia 11 de agosto de 1914 com o príncipe Júlio Ernesto de Lipa; com descendência.
2. Juta de Meclemburgo-Strelitz (1880–1946) casou-se com o príncipe Daniel do Montenegro; sem descendência.
3. Adolfo Frederico VI de Meclemburgo-Strelitz (1882–1918) nunca se casou; sem descendência.
4. Carlos de Meclemburgo-Strelitz (1888 – 1908); morto num duelo para defender a honra da irmã Maria; sem descendência.